# El Hierro
El Hierro, z vzdevkom Isla del Meridiano ('Otok poldnevnika'), je drugi najmanjši in najbolj oddaljen južno in zahodno od Kanarskih otokov (Španska avtonomna skupnost), v Atlantskem oceanu ob obali Afrike, s prebivalstvom od 11.659 (2023). Njegovo glavno mesto je Valverde. S površino 268,51 kvadratnih kilometrov je drugi najmanjši od osmih glavnih Kanarskih otokov.

## Ime
Ime El Hierro, čeprav se črkuje kot španska beseda za železo, ni povezano s to besedo. Črka H v imenu kovine izhaja iz F latinskega ferrum (primerjaj higo za 'fig'), fonetične mutacije, ki je bila popolna do konca srednjega veka.
Zmeda z imenom kovine je vplivala na mednarodno poimenovanje otoka. Že v 16. stoletju so zemljevidi in besedila imenovali otok po besedi za železo v drugih jezikih: portugalsko Ferro, francosko l'île de Fer in latinsko Insula Ferri.
Kljub temu izvor imena ero ali erro ali yerro ni zagotovo znan. Domneva se, da izhaja iz ene od več besed v jeziku Gvančev predšpanskih prebivalcev, znanih kot Bimbačes. Juan de Abreu Galindo (v rokopisu, ki ga je leta 1764 prevedel in objavil George Glas) navaja staroselsko ime otoka kot Esero (ali Eseró), kar pomeni 'močan'. Vendar pa Richard Henry Major v opombah k svojemu prevodu Le Canarien opaža, da bi gvanška beseda hero ali herro, kar pomeni 'cisterna', zlahka padla v hierro s postopkom ljudske etimologije. Domneva se, da so Bimbačevi morali zgraditi cisterne, da so prihranili svežo deževnico. Gran diccionario guanche podaja pomen besede junak Gvančev v španščini kot fuente ('izvir [vodni vir]').

## Zgodovina
Jean de Béthencourt († 1425) je starodavne domorodce otoka, imenovane Bimbačes, podvrgel španski vladavini – bolj s pogajanji kot z vojaško akcijo. Béthencourt je imel za zaveznika in pogajalca Augerona, brata domačega monarha otoka. Augerona so pred leti ujeli Evropejci in je zdaj služil kot posrednik med Evropejci in Guanči. V zameno za nadzor nad otokom je Béthencourt obljubil, da bo spoštoval svobodo domorodcev, vendar je njegov sin sčasoma prelomil obljubo in prodal veliko bimbačev v suženjstvo. Kasneje se je na otok naselilo veliko Francozov in Galicijcev. Prišlo je do upora domorodcev proti grobemu ravnanju guvernerja Lázara Vizcaína, a je bil zatrt.

### Zemeljski plazovi in cunami
Obstajajo dokazi o vsaj treh večjih zemeljskih plazovih, ki so prizadeli El Hierro v zadnjih nekaj sto tisoč letih. Najnovejši od teh je bil zemeljski plaz 'El Golfo', ki se je zgodil pred približno 15.000 leti in je povzročil propad severnega boka otoka. Plaz je oblikoval dolino El Golfo in ustvaril plaz drobirja s prostornino 150–180 km³. Turbiditne usedline, povezane s tem zemeljskim plazom, so bile prepoznane v vrtalnih jedrih iz bazena Agadir severno od Kanarskih otokov. Podrobna analiza teh usedlin kaže, da se porušitev pobočja ni zgodila kot enkraten dogodek, temveč niz manjših porušitev v obdobju nekaj ur ali dni. Lokalni cunami so verjetno sprožili ti zemeljski plazovi, vendar ni bilo najdenih dokazov, ki bi to potrdili.

### Potresna dejavnost 2011
Instituto Vulcanológico de Canarias (Vulkanološki inštitut Kanarskih otokov) in postaja za seizmično spremljanje inštituta National Geographic v Valverdeju sta zaznala povečano seizmično aktivnost, ki se je začela 17. julija 2011. Mreža za seizmično spremljanje je bila 21. julija povečana v gostoti, da bi omogočila boljše odkrivanje in lociranje potresnih dogodkov. Med 20. julijem in 24. julijem je bil potresni roj z več kot 400 manjšimi sunki; do 27. julija je bilo zabeleženih nadaljnjih 320 potresov. 25. avgusta so prišla poročila, da je bilo zaznanih nekaj vodoravnih deformacij, ni pa bilo neobičajne navpične deformacije. Takrat je skupno število potresov preseglo 4000.
Med 4:15 in 4:20 zjutraj 10. oktobra 2011 je potresni roj spremenil obnašanje in povzročil harmonično tresenje. Harmonični tresljaji nastanejo zaradi gibanja magme in lahko nakazujejo, da se je izbruh začel. Kasneje istega dne se je začel majhen podmorski izbruh, 7 km južno od La Restinge. 11. oktobra je bila stopnja vulkanske nevarnosti v La Restingi po manjših skalnih podorih na pobočjih nad mestom dvignjena z "rumene" na "rdečo". Ukazana je bila začasna evakuacija 600 prebivalcev, ki se kljub zmanjšanju aktivnosti 20 dni kasneje še vedno niso mogli vrniti. Od 7. novembra 2011 se je na razpoki začela potrjena surtseyanska faza izbruha. 4. decembra 2011 je izbruh še trajal, pojavili so se močni freatični mehurčki. Po izbruhu leta 2011 so fosile enoceličnih morskih organizmov našli v restingolitih, vrsti tefre, ki so bili izpuščeni v vodo.

## Podnebje
Podnebje El Hierra je odvisno od območja. Podnebni razponi so od subtropskega sredozemskega (Csa / Csb) v središču otoka, do polsušnega (BSh) in do puščavskega podnebja (BWh) v obalnih delih (po Köppnovi klasifikaciji podnebja). Na nekatera območja ima tudi vpliv tropskega podnebja (As), saj povprečna temperatura najhladnejšega meseca ne pade pod 18 °C, a ker je padavin precej malo, se sušno/polsuho podnebje prekriva s tropskim podnebje, zato je njegova uradna klasifikacija po AEMET polsušna ali sušna, odvisno od natančnega območja otoka. Na temperature zelo vpliva ocean.

## Geografija, rastlinstvo in živalstvo
Velikost in geografija El Hierra podpirata povsem endemične vrste, vključno s kritično ogroženim kuščarjem El Hierro (Gallotia simonyi), za katerega obstaja program vzreje v ujetništvu, kar omogoča njegovo ponovno naselitev.
Nerodovitni deli notranjosti so reliefno odvisni od padavin, ki jih ni veliko več kot povprečje 19 padavinskih dni na leto, visoke relativne vlažnosti in geotermalnih izvirov. Ti nesušni deli imajo termofilne (geotermalne toplote) grude brina in borov gozd z drugimi zimzelenimi rastlinami. Leta 2000 je El Hierro UNESCO razglasil za biosferni rezervat, pri čemer je 60 % njegovega ozemlja zavarovano zaradi ohranjanja naravne in kulturne raznolikosti. Med kiti in delfini v teh vodah je opazno, da okoli otoka živi več vrst manj znanih kljunatih kitov.
Tako kot preostali del verige Kanarskih otokov je El Hierro vulkanski in izrazito gorat. En izbruh je bil doslej zabeležen na otoku, vendar ni potrjen: iz izbruha Volcan de Lomo Negro leta 1793, ki je trajal en mesec. Vendar pa je v letih 2011/2012 v vasi La Restinga na morju prišlo do podmorskega izbruha. Razen urejenih pristaniških mest je obala skalnata in mestoma prepadna.
El Hierro je 268,71 kvadratnih kilometrov otok, ki je nastal pozno, pred približno 1,2 milijona let po treh zaporednih izbruhih, otok je izstopil iz oceana kot trikotnik bazaltnih dajkov na vrhu z več kot 2000 m visokim vulkanskim stožcem. Zaradi nenehne dejavnosti se je otok razširil in imel največje število vulkanov na Kanarskih otokih (več kot 500 stožcev, dodatnih 300 pokritih z novejšimi usedlinami), skupaj s približno 70 jamami in vulkanskimi galerijami, vključno s Cueva de Don Justo, katere zbirka kanalov presega 6 km. Zemeljski plazovi, rastlinska erozija in sezonska vetrna erozija so zmanjšali velikost in višino otoka. Trenutna najvišja točka je na sredini otoka, v Malpasu, na 1501 metrih visoko.

## Uprava
Otok je del province Santa Cruz de Tenerife in vključuje tri občine:
| Ime       | Površina (km2) | Štev. prebivalcev (2023) |
| --------- | -------------- | ------------------------ |
| Frontera  | 84,20          | 4483                     |
| El Pinar  | 80,66          | 2027                     |
| Valverde  | 103,65         | 5149                     |
| El Hierro | 268,51         | 11.659                   |

Valverde je na severovzhodu, Frontera pa na zahodu, oba vsebujeta več vasi.
Sedež otoške vlade (cabildo insular) je v mestu Valverde, kjer živi približno polovica prebivalcev otoka.

## "Otok Meridian"
El Hierro so v različnih delih Evrope uporabljali več kot 500 let kot ničelni poldnevnik, zlasti zunaj bodočega Britanskega imperija. V 2. stoletju našega štetja je Ptolemaj že razmišljal o definiciji ničelnega poldnevnika, ki temelji na najzahodnejšem kosu zemlje v (znanem) svetu in dal nekaj zemljevidov s samo pozitivnimi, vzhodnimi dolžinami.
Leta 1634 je bilo v Franciji, ki ji je vladal Ludvik XIII. Francoski in njegov minister Richelieu, odločeno, da se Ferrov poldnevnik uporablja kot ključna referenca zemljevidov, glede na zgodovinski poldnevnik otoka in status najbolj zahodne znane dežele ljudstev. Otok Flores je najzahodnejši od Azorov, ki so ga odkrili portugalski pomorščaki v zgodnjem 15. stoletju – po prvem Kolumbovem potovanju leta 1492 so jih učenjaki in kartografi včasih uvrščali med novi svet. Pariška elita je menila, da je El Hierro natanko 20° zahodno od pariškega poldnevnika (1⁄18 njegovega ustreznega vzporednika na zemeljski obli).
Stari mednarodni zemljevidi (zunaj anglo-severnoameriških kraljestev) imajo pogosto skupno mrežo s pariškimi stopinjami na vrhu in Ferrovimi stopinjami (zamaknjenimi za 20 od Pariza) na dnu. Tudi Louis Feuillée je delal na tem problemu leta 1724.

## Naravni simboli
Uradna naravna simbola, povezana z El Hierrom, sta Gallotia simonyi machadoi (Orjaški kuščar El Hierro) in brin Juniperus phoenicea (Sabina).
- Gallotia simonyi machadoi
- Juniperus phoenicea

## Energija
Po podatkih ministrstva za industrijo, turizem in trgovino El Hierro upa, da bo postal prvi otok na svetu, ki bo samozadosten z električno energijo. To bo doseženo s projektom v vrednosti 54 milijonov evrov, ki združuje več kot 11-megavatno vetrno elektrarno in dva hidroelektrarna.
Ta projekt hidro in vetrne energije, ki ga je ustvaril lokalni konzorcij Gorona del Viento El Hierro s finančno pomočjo Evropske unije in je bil uradno odprt leta 2015, sestavlja pet vetrnih turbin E-70, ki lahko proizvedejo 11,5 megavatov vetrne energije za oskrbo elektrike za približno 11.000 prebivalcev, dodatno število turistov in tri naprave za razsoljevanje vode. Hibridni sistem za shranjevanje vetra/črpane hidroelektrarne shranjuje presežek vetrne energije s črpanjem vode do 700 metrov do kraterja ugaslega vulkana. Ko se veter umiri ali ko povpraševanje preseže ponudbo, se voda sprosti iz kraterja in proizvede 11,3 MW električne energije, ki polni manjšo umetno kotanjo, ustvarjeno na dnu ugaslega vulkana. Voda v spodnjem bazenu se nato ponovno načrpa nazaj v zgornji rezervoar, ko je moč vetra presežna.
Pričakuje se, da bo hibridni vetrno/vodni sistem z zaprto zanko prihranil približno 4 milijone ameriških dolarjev na leto (izračunano s cenami nafte januarja 2011), ki so bili prej porabljeni za približno 40.000 sodčkov surove nafte, uvožene letno, s čimer naj bi otok naredil popolnoma samozadosten z električno energijo.
Leto 2016 je bilo za elektrarno prvo celo leto in je dosegla 40,7 % celotnega povpraševanja, s čimer se je poraba dizelskega goriva zmanjšala za 6000 ton. Leta 2017 se je delež povzpel na 46,5 %. Naprava napaja tudi obrat za razsoljevanje, ki zagotavlja svežo vodo.
V začetku leta 2018 je El Hierro svoje celotno povpraševanje po električni energiji med 25. januarjem in 12. februarjem pokril s svojo bazo obnovljivih virov, pri čemer se je izognil uporabi onesnažujočih virov energije za več kot 560 ur v letu 2018 – in skupno skoraj 2000 ur od začetka delovanja.

## El Hierro v literaturi
Otok Hierro je omenjen:
- v romanu Umberta Eca Otok prejšnjega dne (L'isola del giorno prima, 1994), ki govori o italijanskem plemiču iz 17. stoletja, ujetem na otoku na mednarodni datumski meji;
- v kratki zgodbi Christopherja Isherwooda The Turn Round the World, zbrani v njegovih Ekshumacijah (1966);
- v prvem poglavju pomorske kronike Stevena Callahana (1986) Adrift, v kateri je El Hierro njegovo zadnje odhodno pristanišče za ponesrečeno prečkanje Atlantika.